# Mistrzostwa Świata w Lekkoatletyce 2013 – sztafeta 4 × 400 m mężczyzn
Sztafeta 4 × 400 metrów mężczyzn – jedna z konkurencji rozgrywanych podczas lekkoatletycznych mistrzostw świata na Łużnikach w Moskwie.
Obrońcą tytułu mistrzowskiego z 2011 roku była reprezentacja Stanów Zjednoczonych, która wystąpiła w składzie: Greg Nixon, Bershawn Jackson, Angelo Taylor oraz LaShawn Merritt.

## Terminarz
| Data        | Godzina |            |
| ----------- | ------- | ---------- |
| 15 sierpnia | 19:05   | Eliminacje |
| 16 sierpnia | 21:30   | Finał      |

## Rekordy
Tabela prezentuje rekord świata, rekordy poszczególnych kontynentów, mistrzostw świata, a także najlepszy rezultat na świecie w sezonie 2013 przed rozpoczęciem mistrzostw.
|                            | Zawodnik                                                                                   | Wynik   | Miejsce     | Data                  |
| -------------------------- | ------------------------------------------------------------------------------------------ | ------- | ----------- | --------------------- |
| Rekord świata              | Stany Zjednoczone · (Andrew Valmon, Quincy Watts, Butch Reynolds, Michael Johnson)         | 2:54,29 | Stuttgart   | 22 sierpnia 1993(dts) |
| Listy światowe             | Stany Zjednoczone · (Torrin Lawrence, Manteo Mitchell, Bershawn Jackson, Tony McQuay)      | 3:00,91 | Filadelfia  | 27 kwietnia 2013(dts) |
| Rekord mistrzostw świata   | Stany Zjednoczone · (Andrew Valmon, Quincy Watts, Butch Reynolds, Michael Johnson)         | 2:54,29 | Stuttgart   | 22 sierpnia 1993(dts) |
| Rekord Afryki              | Nigeria · (Clement Chukwu, Jude Monye, Sunday Bada, Enefiok Udo-Obong)                     | 2:58,68 | Sydney      | 30 września 2000(dts) |
| Rekord Azji                | Japonia · (Shunji Karube, Kōji Itō, Jun Osakada, Shigekazu Omori)                          | 3:00,76 | Atlanta     | 3 sierpnia 1996(dts)  |
| Rekord Ameryki Północnej   | Stany Zjednoczone · (Andrew Valmon, Quincy Watts, Butch Reynolds, Michael Johnson)         | 2:54,29 | Stuttgart   | 22 sierpnia 1993(dts) |
| Rekord Ameryki Południowej | Brazylia · (Eronilde de Araújo, Cleverson da Silva, Claudinei da Silva, Sanderlei Parrela) | 2:58,56 | Winnipeg    | 30 lipca 1999(dts)    |
| Rekord Europy              | Wielka Brytania · (Iwan Thomas, Mark Richardson, Jamie Baulch, Roger Black)                | 2:56,60 | Atlanta     | 3 sierpnia 1996(dts)  |
| Rekord Australii i Oceanii | Australia · (Bruce Frayne, Gary Minihan, Rick Mitchell, Darren Clark)                      | 2:59,70 | Los Angeles | 11 sierpnia 1984(dts) |

## Minimum kwalifikacyjne
Aby zakwalifikować się do mistrzostw, należało wypełnić minimum kwalifikacyjne. Każdy komitet narodowy mógł zgłosić jedną sztafetę z wypełnionym minimum.
| Minimum kwalifikacyjne |
| ---------------------- |
| 3:05.00                |

## Rezultaty

### Eliminacje
| Poz. | Bieg | Tor | Reprezentacja     | Zawodnicy                                                                    | Czas    | Uwagi |
| ---- | ---- | --- | ----------------- | ---------------------------------------------------------------------------- | ------- | ----- |
| 1.   | 2    | 4   | Stany Zjednoczone | James Harris David Verburg Joshua Mance Arman Hall                           | 2:59,85 | Q     |
| 2.   | 1    | 5   | Jamajka           | Rusheen McDonald Javere Bell Edino Steele Javon Francis                      | 3:00,41 | Q     |
| 3.   | 2    | 7   | Trynidad i Tobago | Renny Quow Jarrin Solomon Lalonde Gordon Deon Lendore                        | 3:00,48 | Q     |
| 4.   | 1    | 2   | Wielka Brytania   | Conrad Williams Michael Bingham Jamie Bowie Martyn Rooney                    | 3:00,50 | Q     |
| 5.   | 2    | 5   | Belgia            | Antoine Gillet Jonathan Borlée Dylan Borlée Kévin Borlée                     | 3:00,81 | q     |
| 6.   | 2    | 8   | Brazylia          | Pedro Luiz de Oliveira Wagner Cardoso Anderson Henriques Hugo de Sousa       | 3:01,09 | q     |
| 7.   | 2    | 3   | Polska            | Kacper Kozłowski Rafał Omelko Łukasz Krawczuk Marcin Marciniszyn             | 3:01,73 | SB    |
| 8.   | 3    | 6   | Rosja             | Maksim Dyłdin Lew Mosin Siergiej Pietuchow Władimir Krasnow                  | 3:01,81 | Q     |
| 9.   | 1    | 6   | Wenezuela         | Arturo Ramírez Alberto Aguilar José Meléndez Freddy Mezones                  | 3:02,04 | SB    |
| 10.  | 1    | 7   | Japonia           | Kengo Yamazaki Yūzō Kanemaru Hideyuki Hirose Hiroyuki Nakano                 | 3:02,43 | SB    |
| 11.  | 3    | 3   | Australia         | Steven Solomon Craig Burns Alexander Beck Tristan Thomas                     | 3:02,48 | Q     |
| 12.  | 3    | 2   | Niemcy            | David Gollnow Eric Krüger Thomas Schneider Jonas Plass                       | 3:02,62 | SB    |
| 13.  | 3    | 7   | Bahamy            | Chris Brown Wesley Neymour LaToy Williams O’Jay Ferguson                     | 3:02,67 |       |
| 14.  | 1    | 8   | Dominikana        | Arismendy Peguero Gustavo Cuesta Yon Soriano Luguelín Santos                 | 3:03,61 |       |
| 15.  | 3    | 1   | Włochy            | Marco Lorenzi Isalbet Juarez Eusebio Haliti Matteo Galvan                    | 3:03,88 | SB    |
| 16.  | 1    | 3   | Hiszpania         | Roberto Briones Samuel García Mark Ujakpor Mark Fradera                      | 3:04,07 | SB    |
| 17.  | 3    | 4   | Kuba              | Yoandys Lescay Raidel Acea Orestes Rodríguez Osmaidel Pellicier              | 3:04,26 |       |
| 18.  | 1    | 1   | Nigeria           | Noah Akwu Abiola Onakoya Tobi Ogunmola Isah Salihu                           | 3:04,52 |       |
| 19.  | 3    | 5   | Czechy            | Daniel Němeček Pavel Maslák Petr Lichý Jan Tesař                             | 3:04,54 | SB    |
| 20.  | 3    | 8   | Arabia Saudyjska  | Ismail Al-Sabani Youssef Masrahi Mohamed Ali Al-Bishi Mohammed Al-Salhi      | 3:04,55 |       |
| 21.  | 2    | 6   | Ukraina           | Witalij Butrym Mihajło Knysz Jewgień Hutsol Wołodymyr Burakow                | 3:04,98 | SB    |
| 22.  | 1    | 4   | Botswana          | Pako Seribe Obakeng Ngwigwa Isaac Makwala Thapelo Ketlogetswe                | 3:05,74 | SB    |
| 23.  | 2    | 1   | Kenia             | Mike Mokamba Nyang'Au Alphas Kishoyian Anthony Chemut Moses Kipkorir Kertich | 3:06,29 | SB    |
| 24.  | 2    | 2   | Sri Lanka         | Priyashantha Dulan Dilhan Aloka Chanaka Kalawala Kasun Kalhar Seneviratne    | 3:06,59 |       |

### Finał
| Poz. | Tor | Reprezentacja     | Zawodnicy                                                              | Czas    | Uwagi |
| ---- | --- | ----------------- | ---------------------------------------------------------------------- | ------- | ----- |
| 1 !  | 5   | Stany Zjednoczone | David Verburg Tony McQuay Arman Hall LaShawn Merritt                   | 2:58,71 | WL    |
| 2 !  | 4   | Jamajka           | Rusheen McDonald Edino Steele Omar Johnson Javon Francis               | 2:59,88 | SB    |
| 3 !  | 6   | Rosja             | Maksim Dyłdin Lew Mosin Siergiej Pietuchow Władimir Krasnow            | 2:59,90 | SB    |
| 4.   | 7   | Wielka Brytania   | Conrad Williams Martyn Rooney Michael Bingham Nigel Levine             | 3:00,88 |       |
| 5.   | 1   | Belgia            | Jonathan Borlée Kévin Borlée Dylan Borlée Will Owoye                   | 3:01,02 |       |
| 6.   | 3   | Trynidad i Tobago | Renny Quow Lalonde Gordon Jehue Gordon Jarrin Solomon                  | 3:01,74 |       |
| 7.   | 2   | Brazylia          | Pedro Luiz de Oliveira Wagner Cardoso Anderson Henriques Hugo de Sousa | 3:02,19 |       |
| 8.   | 8   | Australia         | Steven Solomon Alexander Beck Craig Burns Tristan Thomas               | 3:02,26 | SB    |